# Maurice Druon
Pour les articles homonymes, voir Druon.
Maurice Druon, né le 23 avril 1918 à Paris où il est mort le 14 avril 2009, est un écrivain et homme politique français. Il est le neveu de Joseph Kessel et est particulièrement connu comme auteur avec son oncle des paroles du Chant des Partisans.
Fils naturel de Lazare Kessel (mort en 1920), il porte deux patronymes avant de recevoir celui de « Druon » en 1926. À la fin des années 1930, il devient très proche de son oncle Joseph Kessel et de sa compagne, la chanteuse Germaine Sablon. Très tôt résistants après le désastre de 1940, ils quittent tous trois la France pour Londres (via Barcelone et Lisbonne) après l'invasion de la zone libre par les Allemands (novembre 1942).
À Londres, il est attaché au programme Honneur et Patrie de la BBC. À l'instigation d'Emmanuel d'Astier de La Vigerie, qui souhaite un hymne pour la Résistance, lui et Joseph Kessel rédigent en mai 1943 les paroles du Chant des partisans, sur la musique d'une chanson russe d'Anna Marly. 
Après la guerre, il devient un homme de lettres à succès avec Les Grandes Familles (prix Goncourt 1948) et la saga des Rois maudits, roman historique en sept tomes publiés entre 1955 et 1977, que l'adaptation télévisée fait connaître à un très large public. Il est l'auteur de nombreuses autres œuvres, comme Tistou les pouces verts, en 1957, un conte pour la jeunesse, ainsi que des pièces de théâtre et des essais.
Il est élu à l'Académie française en 1966, à quarante-huit ans, et en devient secrétaire perpétuel de 1985 à 1999. 
Druon s'affirme également dans le domaine politique. Gaulliste aux prises de position conservatrices, il est ministre des Affaires culturelles en 1973-1974, sous la présidence de Georges Pompidou.

## Biographie

### Origines
Maurice Druon naît le 23 avril 1918 dans le 13e arrondissement de Paris, au no 89 du boulevard de L'Hôpital (quartier Saint-Marcel). Il est le fils de Lazare Kessel (1899-1920) et de Léonilla Samuel (1893-1991), épouse de Roger Fernand Wild. Il est enregistré à l'état civil comme Samuel Roger Charles Wild.
Un jugement de 1919 rompt cette filiation et lui donne le patronyme de sa mère. Il devient donc Samuel Roger Charles Samuel.
Le 11 mars 1926, sa mère épouse René Druon (1874-1961), notaire dans le Nord, ; René Druon reconnaît l'enfant, âgé de près de 8 ans qui s'appelle désormais Samuel Roger Charles Druon. 
Son père naturel, Lazare Kessel (1899-1920), né à Orenbourg en Russie, est arrivé à Nice en 1908 avec ses parents juifs d'origine lituanienne et son frère aîné, Joseph. Se destinant au théâtre, Lazare sort du Conservatoire avec le premier prix et devient pensionnaire de la Comédie-Française. Mais il se suicide le 27 août 1920 à l'âge de 21 ans sans avoir reconnu son fils. 
En dehors de sa parenté avec Kessel, Maurice Druon est aussi :
- l'arrière-petit-fils par sa mère d'Antoine-Hippolyte Cros, troisième « roi d’Araucanie et de Patagonie » ;
- l'arrière-petit-neveu du poète et inventeur Charles Cros ;
- l'arrière-arrière-petit-fils d'Odorico Mendes (pt)[4], homme de lettres brésilien, protecteur du 17e fauteuil de l'Académie brésilienne des lettres.

### Jeunesse et formation
Maurice Druon passe son enfance à La Croix-Saint-Leufroy, en Normandie, où il fait la connaissance de Pierre Thureau-Dangin, fils du secrétaire perpétuel de l'Académie française, Paul Thureau-Dangin. 
Il fait ses études secondaires au lycée Michelet de Vanves. Lauréat du concours général en 1936 (il présidera l'Association des lauréats du concours général de 1967 à 1973 et de 1983 à 1988), il commence à publier à l’âge de 18 ans dans des revues et journaux littéraires, tout en étudiant à la faculté des lettres de Paris, puis à l'École libre des sciences politiques dont il sort non diplômé en 1937 (section diplomatique). 
Avec son oncle Joseph Kessel, aviateur pendant la Première Guerre mondiale, il côtoie les grands noms de l'Aéropostale (Mermoz, Saint-Exupéry, Guillaumet), rencontre des artistes d'Europe de l'Est[pas clair] et fréquente les cabarets russes.
Très proche de son oncle Joseph Kessel, il est selon Dominique Bona « un neveu idéal, plein d'admiration pour son oncle, il lui est également dévoué. »

### La Seconde Guerre mondiale et la Résistance
En septembre 1939, lorsque la France déclare la guerre à l'Allemagne, il est appelé sous les drapeaux et il publie dans Paris-Soir de Pierre Lazareff, un article intitulé « J'ai vingt ans et je pars ».
Il se marie le 16 novembre 1939 avec Geneviève Gregh, dont il divorce quinze années plus tard, le 6 mai 1954.
Élève officier de cavalerie au Cadre noir de Saumur en 1940, il est de la promotion qui précède celle des cadets de Saumur sur la Loire. Présent dans la région, il termine la bataille de France en Dordogne  Contrairement à ce qui est souvent évoqué, il n'a pas participé à la bataille de Saumur avec les Cadets. 
Démobilisé, il s'installe en zone libre. Il fait représenter sa première pièce, Mégarée, au Grand Théâtre de Monte-Carlo le 3 février 1942. Il s'engage dans la Résistance. 
Il est l'auteur, en 1942, de la chanson française Le Galérien, mise en musique par Léo Poll et interprétée par Yves Montand, puis par Les Compagnons de la chanson en 1950, ensuite par Armand Mestral, puis Mouloudji en 1958 et enfin par de nombreux autres artistes interprètes.
Il quitte la France en décembre 1942 avec Joseph Kessel et Germaine Sablon, pour rejoindre les rangs des Forces françaises libres du général de Gaulle, traversant les Pyrénées, puis l’Espagne et le Portugal, avant qu'un hydravion ne les emmène en janvier 1943 en Irlande, puis un avion de la RAF à Londres.
Il devient l'aide de camp du général de l’Armée de l’air François d'Astier de La Vigerie, puis est attaché au programme « Honneur et Patrie » de la BBC auprès d'André Gillois. 
En mai 1943, il écrit le Chant des partisans qui, sur une musique composée par Anna Marly, devient l'hymne des mouvements de la Résistance. La première interprétation est celle de Germaine Sablon dans un film de propagande Trois chansons pour la Résistance, d'Alberto Cavalcanti.
En 1944, il est envoyé en mission à Alger pour le compte du commissariat à l’Intérieur et à l’Information, puis devient correspondant de guerre auprès des armées françaises en 1944, jusqu’à la fin de la guerre (mai 1945).

### L'après-guerre et le succès littéraire
Revenu à la vie civile, il consacre son premier livre à ses souvenirs de guerre, La Dernière Brigade, publié en 1946. 
Avec son roman Les Grandes Familles en 1948, premier volet de la trilogie La Fin des hommes (suivie de La Chute des corps et de Rendez-vous aux enfers), il reçoit le prix Goncourt. En 1953, sa pièce en un acte, Un voyageur, entre au répertoire de la Comédie-Française sur une mise en scène de Jean Piat, et il publie avec Joseph Kessel la pièce Le Coup de grâce. 
Il accède définitivement à la célébrité avec le succès de sa saga historique Les Rois maudits, publiée à partir de 1955, et adaptée en 1973 à la télévision. Maurice Druon n'a jamais caché que sa série Les Rois maudits avait été le résultat d'un travail d'atelier. Au nombre des collaborateurs, qu'il remercie dans sa préface, on relève les noms de Gilbert Sigaux, Matthieu Galey, Pierre-Henri de Lacretelle, José-André Lacour et Edmonde Charles-Roux, parmi quelques intervenants de moindre envergure.
Avec ces deux sagas, ainsi que les romans mythologiques Alexandre le Grand et Les Mémoires de Zeus, il semble se spécialiser dans le roman historique, réputé « écrivain pessimiste », tout en s'aventurant dans la littérature jeunesse avec Tistou les Pouces verts et en écrivant des nouvelles.
Après divers prix prestigieux, dont le prix Pierre-de-Monaco qui récompense l'ensemble de son œuvre en 1966, il est élu, le 8 décembre de la même année, au 30e fauteuil de l’Académie française, succédant à Georges Duhamel.
Il se remarie avec Madeleine Marignac en 1968.
Il participe entre 1969 et 1970 à la commission de réforme de l'ORTF.

### Ministre des Affaires culturelles
Le résistant gaulliste reste engagé politiquement durant toutes ces années. Peu à peu, le romancier laisse la place à l'écrivain engagé et au polémiste. Publiant tour à tour L'Avenir en désarroi où il analyse les mouvements de Mai 68, Une Église qui se trompe de siècle dans lequel il critique l'évolution de l'Église catholique, ou une édition augmentée de ses Lettres d’un Européen, publiées initialement durant la guerre, et dans lesquelles il prend parti pour une Europe des nations avec monnaie unique et suppression des frontières. Ne refusant pas l'étiquette de conservateur, il écrit « Dussé-je souffrir encore quelques vices dans ma société libérale, je ne suis pas monté de l'amibe à l'homme pour retomber à la société d'insectes. Je refuse de devenir le complet assisté, donc le complet esclave d'une société égalitaire, dont rien ne m'assure d'ailleurs qu'elle serait moins vicieuse ou viciée que la mienne, puisque ce seraient tout de même des hommes, quelques hommes, qui la commanderaient. »
Maurice Druon est nommé le 5 avril 1973 ministre des Affaires culturelles par Georges Pompidou. La nomination de cette figure historique du gaullisme, seul membre du gouvernement à ne pas être élu, homme de lettres popularisé par ses succès littéraires et l'adaptation télévisuelle des Rois maudits, résistant ne cachant pas son goût pour l'ordre, doit permettre de calmer une majorité échaudée par le projet du centre Beaubourg.
Qualifié de « Malraux de Pompidou » par Paul Morand[réf. nécessaire] et de « Malraux du pauvre » par L'Humanité au moment de sa nomination, en référence à l'écrivain premier titulaire du ministère des Affaires culturelles, il s'appuie sur son succès littéraire et télévisuel pour assoir sa légitimité politique, affirmant à Jean Mauriac : « Et puis, au fond, mes lecteurs ne sont-ils pas mes électeurs ? » « Logique qui donne l'Élysée à Guy Lux et Matignon à Zitrone » lui répond Maurice Clavel. Par ces premières déclarations abruptes, il se fait « chantre national » selon le mot de Pompidou — il inaugure son ministère en jugeant que Picasso « doit beaucoup à la France » — et incarne une culture conservatrice comme « intellectuel à contre-courant » selon Le Monde, s'étonnant que l'on puisse représenter Les Paravents de Jean Genet dans un théâtre public, car « il appartient à l'État de faire respecter la liberté d'opinion mais non de financer les adversaires de l'État ». Ainsi, quand il menace les directeurs de théâtre qu'il estime subversifs de leur couper les subventions en proclamant que « les gens qui viennent à la porte de ce ministère avec une sébile dans une main et un cocktail Molotov dans l'autre devront choisir », il fait craindre à l'aspiration d'un art officiel et provoque la polémique : après la parution dans Le Monde de la réponse de Roger Planchon puis de celle de Jean-Louis Barrault qui dénonce « le clairon de la répression culturelle », une procession funèbre silencieuse symbolisant la mort de la liberté d'expression rassemble, le 13 mai 1973, à l'initiative de plusieurs metteurs en scène, dont Ariane Mnouchkine, Jean-Pierre Vincent, Jean Jourdheuil et Bernard Sobel, avec le soutien de la gauche, plusieurs milliers de manifestants. Surnommé « Druon-la-joie » par Le Canard enchaîné, il est comparé à Jdanov par Françoise Giroud.
Cependant, malgré l'apparente rupture avec l'ouverture et la modernisation voulue par Jacques Duhamel, Maurice Druon inscrit ses actions dans la continuité de son prédécesseur, conservant à leur poste les principaux directeurs du ministère, et reconduisant Jacques Rigaud comme directeur de cabinet, jusqu'au départ de ce dernier et son remplacement par Dominique Le Vert. Ses relations au sein du ministère sont parfois délicates, ses différends avec Pierre Emmanuel provoquant la démission entière du Conseil du développement culturel, créé en décembre 1971 à la suite de la commission culturelle du VIe plan. Et, si la censure au cinéma persiste, à travers l'interdiction d'Histoires d'A de Charles Belmont et Marielle Issartel, qui présente un avortement par aspiration en direct, et le refus de distribution de La Bonzesse de François Jouffa, racontant l'histoire d'une femme qui se prostitue pour payer un voyage à Katmandou, les coupes et interdictions sont restées limitées sous ce ministère, selon Emmanuel Wallon.
Sous son ministère, doté d'un budget d'environ 0,5 % du budget de l'État, pas encore grevé par les travaux de Beaubourg, est créée l'Association française pour les célébrations nationales, tandis que la Caisse nationale des lettres du ministère de l'Éducation nationale est transférée, sous le nom de Centre national des lettres, à celui des Affaires culturelles, avec des attributions élargies à l'aide aux auteurs et à la littérature francophone non française. De nouveaux centres d'action culturelle (CAC) sont homologués à Annecy, Douai, Fort-de-France, Montbéliard et Paris (Carré Thorigny), les orchestres nationaux se mettent en place à Toulouse, Bordeaux et Alfortville, les budgets des théâtres nationaux sont augmentés et la Comédie-Française rénovée.
Il n'est pas reconduit dans le troisième gouvernement de Pierre Messmer en mars 1974, le dernier de Georges Pompidou qui ne dure que quelques semaines. Il entre au comité central de la nouvelle formation gaulliste, le Rassemblement pour la République, et siège à son conseil politique en 1979 et 1980. Vingt ans plus tard, il critique dans une tribune du Figaro le parti de Jacques Chirac auquel il dénie la filiation à Charles de Gaulle et qu'il juge n'avoir été conçu que comme « un ascenseur destiné à hisser un présidentiable ». Il est élu député RPR de Paris de mars 1978 à mai 1981. Il occupe aussi divers postes diplomatiques ou politiques comme membre du Conseil franco-britannique ou représentant aux Assemblées parlementaires du Conseil de l'Europe et de l'Union de l'Europe occidentale, démissionnant de ses fonctions après mai 1981.

### Secrétaire perpétuel de l’Académie française
Secrétaire perpétuel de l’Académie française à partir du 7 novembre 1985 en remplacement de Jean Mistler, il limite l’évolution de l’Institut, critiquant l’élection de la première académicienne, Marguerite Yourcenar, en craignant que « d’ici peu vous aurez quarante bonnes femmes qui tricotent pendant les séances du dictionnaire ». Il ouvre la « Coupole » aux auteurs francophones et contribue à y faire entrer des grands noms tels Fernand Braudel, Georges Duby, Claude Lévi-Strauss.
Déclarant dans son discours de réception à l’Académie en 1967 que « la civilisation est d’abord un langage », il intervient régulièrement sur l’évolution, qu’il souhaite très lente, de la langue française face à la société, particulièrement hostile sur la féminisation des noms de métiers. En 1990, à l’occasion des réflexions sur la nouvelle orthographe demandée par le Premier ministre Michel Rocard, il prend parti pour des rectifications limitées, et surtout non restrictives, pour que ce soit l’usage qui ratifie les évolutions de la langue. Il publie Lettre aux Français sur leur langue et leur âme en 1994 et Le Bon Français en 1999. Plus tard, en 2006, sa critique du français « pittoresque » des Québécois, comparée à la langue « très sûre, très pure, très exacte » cadrée en France au XVIIe siècle lui vaut plusieurs critiques dans la province canadienne. Il joue un rôle important lors de la création du programme franco-britannique des bourses Entente cordiale, comme il y fait référence dans son discours prononcé à l’occasion de sa nomination comme chevalier commandeur de l’ordre de l’Empire britannique.

### Dernières années
Maurice Druon est témoin de moralité lors du procès de Maurice Papon en 1998, considérant que le procès avait été fait en 1945 et qu’il ne faut pas « juger avec nos yeux instruits d’aujourd’hui mais avec nos yeux aveugles d’hier ».
Toujours membre de l'Académie, il abandonne le secrétariat perpétuel en octobre 1999, au profit d’Hélène Carrère d'Encausse, afin de pouvoir lancer librement l’essai polémique, La France aux ordres d’un cadavre (ce cadavre étant le communisme) dans lequel il fustige le Parti communiste français, le statut de la fonction publique française, la CGT, la direction générale des Impôts et se lamente des différentes réformes scolaires et de la baisse du niveau. Il publie ensuite Ordonnances pour un État malade. Devenu le 1er janvier suivant, secrétaire perpétuel honoraire, il conserve sa position de « gardien du Temple », et s’oppose avec virulence à l’entrée sous la coupole du quai Conti de l’ancien président de la République Valéry Giscard d'Estaing en 2003.
Il continue à prendre la parole sur la politique française, soutenant Nicolas Sarkozy à la présidentielle de 2007, fustigeant le candidat François Bayrou, approuvant la lecture de la lettre de Guy Môquet dans les écoles.
Il collabore également comme chroniqueur irrégulier au Figaro, rassemblant ses écrits en plusieurs ouvrages dont Le Bon français (1996-1999) et Le Franc-parler (2001-2002).
À la mort d’Henri Troyat, en 2007, l’ancien benjamin des « Immortels » devient le doyen d’élection.

### Collectionneur d’œuvres d’art
Amoureux des vieilles pierres, il découvre en 1965 et restaure après l’avoir racheté le site gallo-romain de Thésée avant d’en faire don au département en 1976, il milite pour la reconstruction du palais des Tuileries, achète en 1972 les ruines de l'abbaye de Faise (XIIe siècle), sise aux Artigues-de-Lussac dans le Libournais (département de la Gironde), qu'il restaure dans les années 1970, où il passe beaucoup de temps et reçoit nombre de personnalités. Il choisit d'y être inhumé.
Fin 1961, il présenta lui-même sous le titre Mon style : la haute époque son appartement dans un immeuble parisien de la seconde partie du XVIIe siècle situé en face de l'ex-hôtel de Furstenberg, « décor de théâtre pour toutes les saisons », où dans un décor conçu par le décorateur Gérard Mille étaient présentées entre autres  une « allégorie de la luxure vénitienne ou de l'école de Fontainebleau », une suite d'estampes de monuments antiques par Piranèse, une épée de parade de François Ier offerte par son ami Jacques Deval, les profils (en médaillon) en marbre de l'empereur Tibère et du pape Innocent IX, une armoire flamande provenant de l'hôtel de Balzac rue Fortunée, une réplique du buste de Racine par Boizot... et son propre buste par le sculpteur bulgare Assen Peikov (numéro 117 / novembre 1961 de Connaissance des arts - arch. pers.).
Une partie du contenu de cet appartement fut dispersé en 272 lots lors de la vente « Maurice Druon - Vies d'un immortel » à Paris le 18 mai 2021, au cours de laquelle l'allégorie anonyme précitée s'avéra être une Ève de Giovanni Paolo Lolmo (1550-1595) qui atteignit 65 000 euros, et où apparurent une douzaine d'estampes et trois toiles de Bernard Buffet ainsi que deux autres portraits de Druon, en habit d'académicien dessiné par Taly-Brice, et un buste en bronze anonyme.

### Mort et funérailles
Maurice Druon meurt le 14 avril 2009 dans le 7e arrondissement de Paris,.
Le service religieux de ses obsèques est célébré le 20 avril 2009 dans la cathédrale Saint-Louis des Invalides par Claude Dagens, de l'Académie française, en présence du président de la République, Nicolas Sarkozy, de plusieurs hommes d'État et d'autres personnalités. Les honneurs militaires lui sont rendus dans la cour de l'hôtel des Invalides au son du Chant des partisans.
Son épouse Madeleine Druon meurt le 23 septembre 2016 à 91 ans.
Maurice et Madeleine Druon sont inhumés dans l'abbaye Notre-Dame de la Faise, aux Artigues-de-Lussac.

### Reconnaissance à l’étranger
Grâce aux Rois maudits qui furent traduits en de nombreuses langues et à la série télévisée vendue à des chaînes étrangères, Maurice Druon obtient une notoriété internationale importante. Il a été membre de plusieurs académies, comme celles d’Athènes, du royaume du Maroc et l’Académie roumaine.

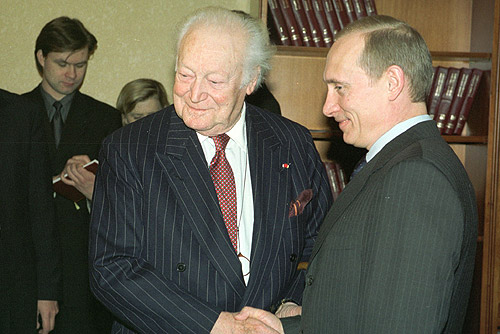
Maurice Druon avec Vladimir Poutine (Moscou, le 16 janvier 2003).

Le 12 février 2003, il reçoit chez lui Vladimir Poutine à l’abbaye de Faize dans le Libournais. Ce dernier déclare à sa mort qu’il « salue la mémoire d’un ami fidèle de la Russie ». Le président Dmitri Medvedev, quant à lui, a regretté la disparition « d’un éminent acteur de la culture mondiale ». En juin 2006, Maurice Druon avait été nommé membre de l'Académie des sciences de Russie.
L'écrivain américain George R. R. Martin, auteur de la série fantastique Le Trône de fer, est un admirateur des Rois maudits, dont il s'est inspiré pour son propre cycle romanesque.

## Décorations

### Décorations françaises
- Grand-croix de la Légion d'honneur (2001)
- Commandeur de l'ordre des Arts et des Lettres (1971)
- Médaille commémorative des services volontaires dans la France libre

### Décorations étrangères
- Grand-officier de l'ordre du Libérateur San Martín (Argentine)
- Commandeur de l'ordre de Léopold (Belgique)
- Grand-officier de l'ordre national de la Croix du Sud (Brésil)
- Commandeur de l'ordre du Phénix (Grèce)
- Chevalier grand-croix de l'ordre du Mérite de la République italienne (Italie)
- Grand-officier de l'ordre du Ouissam alaouite (Maroc)
- Grand-croix de l'ordre de l'Aigle aztèque (Mexique)
- Commandeur de l'ordre du Mérite culturel (Monaco)
- Commandeur de l'ordre de Saint-Charles (Monaco)[39]
- Grand-officier de l'ordre pro Merito Melitensi (OSM)
- Grand-croix de l'ordre du Christ (Portugal)
- Chevalier commandeur de l'ordre de l'Empire britannique (Royaume-Uni)
- Médaille de l'ordre de l'Amitié (Russie)
- Grand-officier de l'ordre national du Lion du Sénégal (Sénégal)
- Grand-officier de l'ordre national du Mérite (Tunisie)

## Distinctions
- Docteur honoris causa de l'université de Toronto, de l'université York, de la Boston University et de l'université de Tirana.
- Prix Goncourt (Les Grandes Familles, 1948).
- Prix Prince-Pierre-de-Monaco (pour l'ensemble de son œuvre, 1966).
- Prix Saint-Simon (Circonstances, 1998).
- Prix Agrippa d'Aubigné (Le Bon Français, 2000).
- Président d'honneur de la Société historique et archéologique de Libourne (1979).

- Membre de l'Académie du royaume du Maroc[40].

## Hommages posthumes

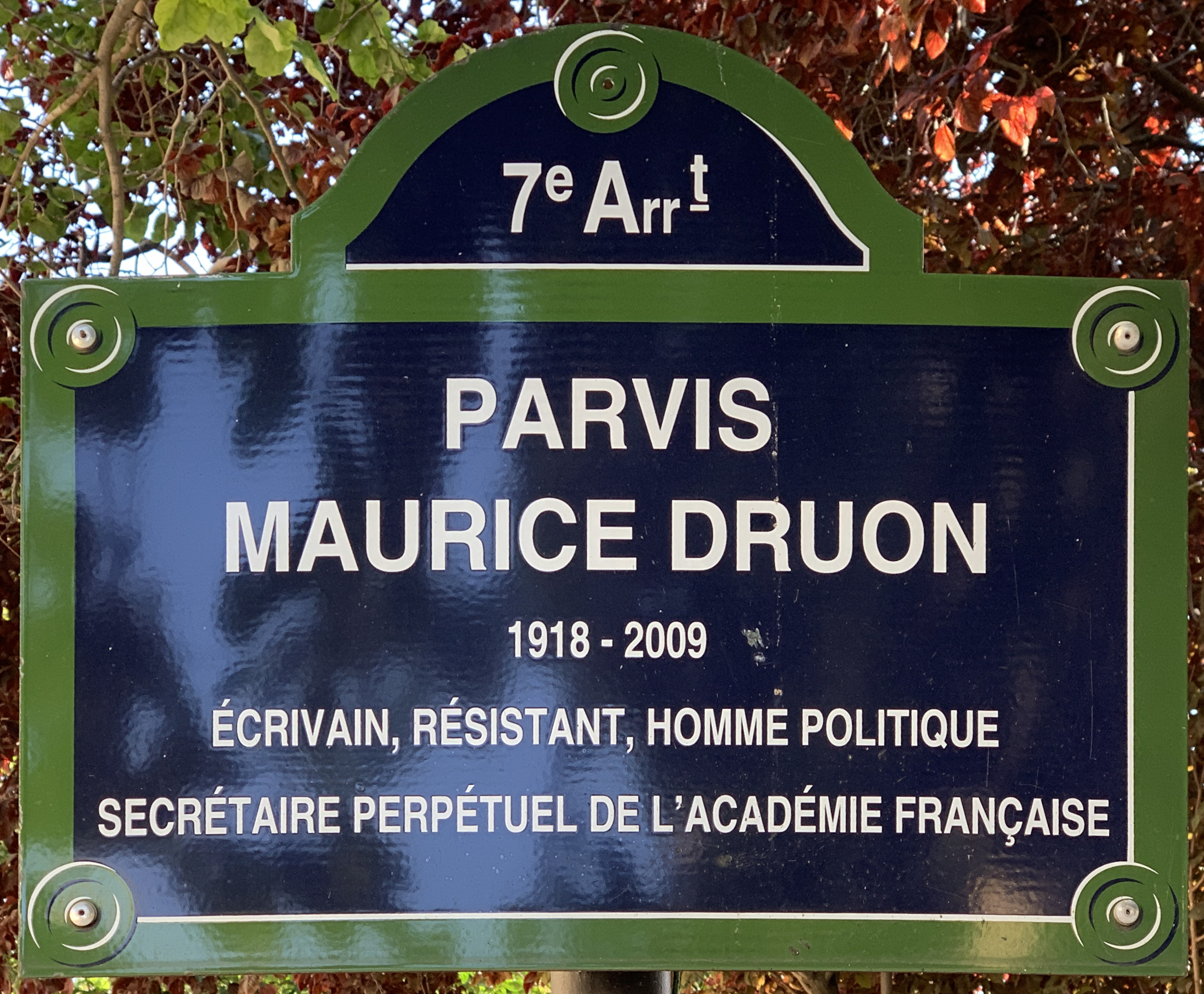
Plaque Parvis Maurice Druon, 7e arrondissement de Paris.

Plusieurs lieux ont été nommés en son honneur :
- le parvis Maurice-Druon dans le 7e arrondissement de Paris ;
- la place Maurice-Druon aux Artigues-de-Lussac en Gironde ;
- la rue Maurice-Druon à Bordeaux et Pessac en Gironde, à Gagny en Seine-Saint-Denis et à Neufchâteau dans les Vosges ;
- La rue Maurice-Druon et Joseph-Kessel à Libourne (depuis 2023)[41] ;
- l'espace culturel Maurice-Druon à Coutras en Gironde.

## Œuvres

### Romans
- La Dernière Brigade, Paris, B. Grasset, 1946.
- La Fin des hommes, Paris, R. Julliard :

1. Les Grandes Familles, 1948, prix Goncourt 1948 ;
2. La Chute des corps, 1950 ;
3. Rendez-vous aux Enfers, 1951.

- La Volupté d'être, Paris, R. Julliard, 1954.
- Les Rois maudits, Paris, Del Duca, roman historique :
  1. Le Roi de fer, 1955 ;
  2. La Reine étranglée, 1955 ;
  3. Les Poisons de la Couronne, 1956 ;
  4. La Loi des mâles, 1957 ;
  5. La Louve de France, 1959 ;
  6. Le Lis et le Lion, 1960 ;
  7. Quand un roi perd la France, 1977.
- Tistou les pouces verts, Paris, Del Duca, 1957, roman jeunesse ;
- Alexandre le Grand. Le Roman d'un dieu, Paris, Del Duca, 1958, roman mythologique.
- Les Mémoires de Zeus, roman mythologique[42] :
  1. L'Aube des Dieux, Paris, B. Grasset, 1963 ;
  2. Les Jours des hommes, Paris, Plon, 1967.

### Essais, théâtre et nouvelles
- Mégarée (1942), pièce de théâtre.
- Le Galérien, chanson (1942).
- Le Sonneur de bien aller (1943), nouvelle.
- Le Chant des partisans, avec Joseph Kessel (1943).
- Lettres d'un Européen et Nouvelles Lettres d'un Européen (1943-1970), essais.
- Un voyageur (1953), comédie.
- Antilopes des prés (1955), nouvelle.
- L'Hôtel de Mondez, (1956).
- Le Coup de grâce (1953), mélodrame, avec Joseph Kessel.
- Des seigneurs de la plaine à l'hôtel de Mondez (1962), nouvelles.
- Le Train du 12 Novembre (dans The black Prince and other tales, London, Rupert Hart-Davis, 1962).
- Paris, de César à saint Louis (1964), essai historique.
- Bernard Buffet (1964), essai.
- Du soleil sur la Normandie (1964), recueil de nouvelles historiques.
- Le Pouvoir (1965)
- Le Bonheur des uns… (1967), recueil de nouvelles :
  1. Les Seigneurs de la plaine ;
  2. Le Train du 12 novembre ;
  3. L'Hôtel de Mondez ;
  4. Le Bonheur des uns ;
  5. Le Malheur des autres.
- L'Avenir en désarroi (1968), essai.
- Une église qui se trompe de siècle (1972), essai.
- La Parole et le Pouvoir (1974, Plon).
- Attention la France ! (1981, Stock).
- Réformer la démocratie (1982, Plon).
- La Culture et l’État (1985, Vouloir la France).
- Avec Jean-Pierre Brancourt et Stéphane Rials, Mémoire, Paris, Mémoire, 1986, 144 p.
- Vézelay, colline éternelle, nouvelle édition (1987, Albin Michel).
- Lettre aux Français sur leur langue et leur âme (1994, Julliard).
- Circonstances (1997, Le Rocher).
- Circonstances politiques (1998).
- Circonstances politiques II (1999).
- Le Bon Français (1999, Le Rocher).
- La France aux ordres d’un cadavre (2000), essai.
- Ordonnances pour un État malade (2002, éditions de Fallois / du Rocher).
- Le Franc-parler (2003, Le Rocher).
- Mémoires. L'aurore vient du fond du ciel (2006, Plon / éditions de Fallois).
- Mémoires II. C’était ma guerre, ma France et ma douleur (2010, Plon / éditions de Fallois).